# 864-й истребительный авиационный полк
864-й истребительный авиационный полк (864-й иап) — воинская часть Военно-воздушных сил (ВВС) Вооружённых Сил РККА, принимавшая участие в боевых действиях Великой Отечественной войны.

## Наименования полка
За весь период своего существования полк своё наименование не менял — 864-й истребительный авиационный полк.

## История и боевой путь полка
Сформирован при 4-м запасном истребительном авиационном полку Приволжского военного округа в г. Моршанск Тамбовской области как безномерной истребительный авиационный полк по штату 015/174 (по данному штату предполагалось иметь 20 самолётов и 2 эскадрильи в полку) на самолётах ЛаГГ-3: начало формирования — 13 апреля 1942 года, окончание формирования — 15 июня 1942 года. 4 мая полку присвоен номер — 864-й истребительный авиационный полк. С 15 июня полк вошёл в состав 283-й истребительной авиационной дивизии ВВС Московского военного округа и перелетел на аэродром Борки, боевой работы не вёл.
С 12 июля 1942 года передан в состав 265-й истребительной авиационной дивизии 8-й воздушной армии Сталинградского фронта, а с 13 июня приступил к боевой работе на самолётах ЛаГГ-3. 16 июля передан в состав 269-й истребительной авиационной дивизии 8-й воздушной армии в связи с убытием управления 265-й истребительной авиационной дивизии в 4-ю воздушную армию Южного фронта, но фактически вошёл в состав 269-й истребительной авиационной дивизии лишь 19 июля, до этого продолжал вести боевую работу в 265-й истребительной авиационной дивизии.
Первая известная воздушная победа полка в Отечественной войне одержана 25 июля 1942 года: младший лейтенант Зверьков Александр Сергеевич в воздушном бою в районе хут. Манойлин сбил немецкий истребитель Ме-109 (Messerschmitt Bf.109).
16 августа 1942 года после кровопролитных боёв полк прекратил боевую работу, оставаясь в составе 269-й истребительной авиационной дивизии. Всего полк потерял не менее 8 лётчиков (из них: погибло в воздушных боях — 3, сбит зенитной артиллерией — 1, не вернулось с боевого задания — 4, погиб в авиакатастрофе — 1) и 15 самолётов (из них: сбито в воздушном бою — 6, сбито зенитной артиллерией — 3, не вернулось с боевого задания — 3, уничтожено на аэродроме — 2, разбит при авиакатастрофе — 1).
В воздушных боях полк сбил 5 самолётов противника, из них: истребителей — 4, разведчиков — 1.
20 сентября полк убыл в тыл на доукомплектование в 4-й запасной истребительный авиационный полк Приволжского военного округа в г. Моршанск Тамбовской области. 29 октября 1942 года полк расформирован при 4-м зиап, личный состав использован для укомплектования 160-го и 169-го иап по штату 015/284 (32 самолёта в полку, 3 эскадрильи).

### Участие в операциях и битвах
- Сталинградская оборонительная операция — с 13 июля 1942 года по 16 августа 1942 года.

### В составе действующей армии
В составе действующей армии полк находился с 13 июля по 20 сентября 1942 года.

## Командиры полка
- майор Морозов, Иван Иванович[3]

## В составе соединений и объединений
| Период        | Фронт (округ)             | армия               | дивизия                                      | примечание                          |
| ------------- | ------------------------- | ------------------- | -------------------------------------------- | ----------------------------------- |
| 13.04.1942 г. | Приволжский военный округ | ВВС округа          | 4-й запасной истребительный авиационный полк | Моршанск Тамбовской области, ЛаГГ-3 |
| 15.06.1942 г. | Московский военный округ  | ВВС округа          | 283-я истребительная авиационная дивизия     | ЛаГГ-3                              |
| 12.07.1942 г. | Сталинградский фронт      | 8-я воздушная армия | 265-я истребительная авиационная дивизия     | ЛаГГ-3                              |
| 19.07.1942 г. | Сталинградский фронт      | 8-я воздушная армия | 269-я истребительная авиационная дивизия     | ЛаГГ-3                              |
| 20.09.1942 г. | Приволжский военный округ | ВВС округа          | 4-й запасной истребительный авиационный полк | Моршанск Тамбовской области         |
| 29.10.1942 г. | Приволжский военный округ | ВВС округа          | 4-й запасной истребительный авиационный полк | расформирован                       |

## Отличившиеся воины
- Березуцкий Иван Михайлович, лётчик полка, Указом Президиума Верховного Совета СССР от 23 февраля 1945 года удостоен звания Героя Советского Союза будучи штурманом 63-го гвардейского истребительного авиационного полка 3-й воздушной армии 1-го Прибалтийского фронта. Золотая Звезда № 5335.

## Самолёты на вооружении
| Период                  | Самолёты | Фото   |
| ----------------------- | -------- | ------ |
| 13.04.1942 — 20.09.1942 | ЛаГГ-3   | ЛаГГ-3 |